# Mycocentrospora
Mycocentrospora è un genere di funghi ascomiceti. Comprende diverse specie parassite di piante.

## Specie
- Mycocentrospora acerina
- Mycocentrospora camelliae
- Mycocentrospora cladosporioides
- Mycocentrospora clavata
- Mycocentrospora filiformis
- Mycocentrospora varians